# Joseph Whipp
Joseph David Whipp, född 12 juli 1941 i San Francisco i Kalifornien, är en amerikansk skådespelare. Han är mest känd för att arbeta inom skräckfilmsgenren, och har bland annat haft biroller som Sgt. Parker i Terror på Elm Street (1984), och Sheriff Burke i Scream (1996). Han har också medverkat i en del såpoperor på TV, bland annat i Våra bästa år (1981; 1995–1996), på TV-kanalen NBC.

## Filmografi (i urval)

### Filmer
- 1973 – Magnum Force
- 1979 – Flykten från Alcatraz
- 1982 – En sekund före noll
- 1984 – Body Rock
- 1984 – Terror på Elm Street
- 1986 – Otroligt – men sant
- 1987 – Disorderlies
- 1987 – Rampage
- 1987 – The Hidden
- 1992 – The Nutt House
- 1996 – Scream
- 1997 – Suicide Kings

### TV-serier
- 1973 – San Francisco (TV-serie)
- 1980 – På första sidan (TV-serie)
- 1981 – Titta han flyger (TV-serie)
- 1981 – The Dukes of Hazzard (TV-serie) (även 1984)
- 1981 – Våra bästa år (TV-serie) (även 1995–1996)
- 1982 – T.J. Hooker (TV-serie)
- 1984 – Hunter (TV-serie)
- 1984 – Spanarna på Hill Street (TV-serie)
- 1984 – Scarecrow and Mrs. King (TV-serie)
- 1985 – Par i brott (TV-serie)
- 1985 – Highway to Heaven (TV-serie)
- 1985 – The Twilight Zone (TV-serie)
- 1985 – Santa Barbara (TV-serie)
- 1986 – Skål (TV-serie)
- 1986 – Cagney och Lacey (TV-serie)
- 1987 – Pantertanter (TV-serie)
- 1988 – 21 Jump Street (TV-serie)
- 1989 – Fader Dowlings mysterier (TV-serie)
- 1989 – Skönheten och odjuret (TV-serie)
- 1990 – Rätt i natten (TV-serie)
- 1991 – General Hospital (TV-serie)
- 1991 – China Beach (TV-serie)
- 1992 – En härlig tid (TV-serie)
- 1992 – Parker Lewis (TV-serie)
- 1993 – The Adventures of Brisco County, Jr. (TV-serie)
- 1994 – Red Shoe Diaries (TV-serie)
- 1994 – Melrose Place (TV-serie) (även 1998)
- 1996 – Tummen mitt i handen (TV-serie)
- 1996 – Weird Science (TV-serie)
- 1996 – Profiler (TV-serie)
- 1996 – Beverly Hills (TV-serie)
- 1996 – Dark Skies (TV-serie)
- 1996 – Diagnos mord (TV-serie) (även 1998)
- 1997 – På spaning i New York (TV-serie)
- 1997 – Pacific Blue (TV-serie)
- 1997 – Brooklyn South (TV-serie)
- 1998 – Baywatch (TV-serie)
- 2000 – Providence (TV-serie)
- 2001 – Cityakuten (TV-serie)
- 2003 – Lizzie McGuire (TV-serie)
- 2004 – Monk (TV-serie)
- 2009 – The Middle (TV-serie) (även 2010)
- 2012 – Last Man Standing (TV-serie)
- 2014 – NCIS (TV-serie)
- 2014 – Criminal Minds (TV-serie)
- 2020 – The Young and the Restless (TV-serie)
- 2022 – Gaslit (TV-serie)
- 2022 – Grown-ish (TV-serie)